# Zantheres gracillimus
Zantheres gracillimus (Thorell, 1887) è un ragno appartenente alla famiglia Lycosidae.
È l'unica specie nota del genere Zantheres.

## Distribuzione
Gli esemplari di questa specie sono stati rinvenuti in Myanmar e in Cina.

## Tassonomia
Dal 2020 non sono stati esaminati altri esemplari, né sono state descritte sottospecie al 2021.